# Saint-Jouan-de-l'Isle
Saint-Jouan-de-l'Isle é uma comuna francesa na região administrativa da Bretanha, no departamento de Côtes-d'Armor. Estende-se por uma área de 8,09 km². Em 2010 a comuna tinha 503 habitantes (densidade: 62,2 hab./km²).